# Федеральный округ (Бразилия)
Федеральный округ (порт. Distrito Federal) — особая административная единица Бразилии, включающая в себя столицу страны — город Бразилиа.

## История
Образован в 1960 с перенесением столицы Бразилии из Рио-де-Жанейро из территорий, принадлежавших штату Гояс и частично Минас-Жерайс. Бывший до этого Федеральным округом Рио-де-Жанейро был преобразован в штат Гуанабара, который был в 1975 объединён со штатом Рио-де-Жанейро.

## Население
Всего в округе по состоянию на 2010 года проживало 2 570 160 человек. Большую их часть составляют государственные служащие и потомки строителей города.

## Демография
Согласно сведениям, собранным в ходе переписи 2010 г. Национальным институтом географии и статистики (IBGE), население округа составляет:
| Полное население                        | Полное население                        | Полное население                        | Полное население                        | 2 570 160 |
| --------------------------------------- | --------------------------------------- | --------------------------------------- | --------------------------------------- | --------- |
| в том числе:                            | Городское население                     | 2 482 210                               | Процент городского населения, %         | 96,58     |
|                                         | Сельское население                      | 87 950                                  | Процент сельского населения, %          | 3,42      |
|                                         | Мужское население                       | 1 228 880                               | Процент мужского населения, %           | 47,81     |
|                                         | Женское население                       | 1 341 280                               | Процент женского населения, %           | 52,19     |
| Плотность населения, чел/км²            | Плотность населения, чел/км²            | Плотность населения, чел/км²            | Плотность населения, чел/км²            | 444,66    |
| Население округа в % к населению страны | Население округа в % к населению страны | Население округа в % к населению страны | Население округа в % к населению страны | 1,35      |

### Расовый состав
В населении Бразильского федерального округа преобладает население смешанного афро-индейско-португальского происхождения.
| Раса    | % Доля |
| ------- | ------ |
| Белые   | 44 %   |
| Цветные | 47 %   |
| Негры   | 7 %    |

## Административное устройство
Административно Федеральный округ разделён на 1 мезорегион и 1 микрорегион. В Федеральном округе — 31 административный район. Представлен в парламенте Бразилии восемью депутатами и тремя сенаторами.

## Флаг
Флаг Федерального округа был разработан поэтом Гильерми ди Алмейдой и учреждён в 1969 году. Белый цвет на нём олицетворяет мир, зелёный — богатые леса региона. Крест символизирует индейское наследие и силу, исходящую из центра во всех направлениях.

## Галерея
- Кафедральный собор
- Федеральный верховный суд Бразилии
- Городской парк имени Сары Кубичек
- Проспект министерств и Центральная автобусная станция